# Dieter O. Holzinger
Dieter O. Holzinger (* 16. Oktober 1941 in Villach, Kärnten; † 31. August 2006 in Husum, Schleswig-Holstein) war ein österreichischer Autor, Film-, Fernseh- und Theaterregisseur.

## Leben
Holzinger studierte nach Ablegen der Matura Theaterwissenschaften in Wien und besuchte eine Schauspielschule. Es schlossen sich Inszenierungen, auch von eigenen Bühnenstücken, an Wiener Kellertheatern an. Von 1964 bis 1969 war er als Regieassistent bei der österreichischen Telefilm unter der künstlerischen Leitung von Jörg Mauthe tätig. 
Im Jahr 1965 drehte er als verantwortlicher Regisseur eine erste Produktion für das Fernsehen mit der Serie Das österreichische Porträt, in der in 40 Folgen Persönlichkeiten des öffentlichen Lebens vorgestellt wurden. Es folgte 1969 die Reihe Kleines-Mittelmeer-Feuilleton mit Mathias Wieman, sowie die Semidokumentationen mit Spielfilmhandlung Wien 1913 – Bahnhof der Geschichte (1974) und Wiener Kongress (1980) jeweils in Zusammenarbeit mit Milo Dor. In späteren Jahren  widmete sich Holzinger verstärkt dem didaktisch-pädagogischen Film. Insgesamt war er Gestalter von mehr als insgesamt 300 Fernseh- und Kurzfilmen aus dem Segment Bildung und Kultur.
Dieter O. Holzinger veröffentlichte zudem als Autor verschiedene Bücher und Theaterstücke.  
1987 gründete Holzinger die Sommerspiele Stift Altenburg und war bis zum Jahr 2004 deren Intendant. Während dieser Zeit führte er dort bei zahlreichen Uraufführungen und Neuinszenierungen Regie.
Im Jahr 1979 erhielt Dieter O. Holzinger das Goldene Verdienstzeichen der Republik Österreich, 1985 das Silberne Ehrenzeichen der Republik Österreich. 1999 wurde ihm der Titel Professor verliehen. Ab dem Jahr 2004 war er Mitglied im NÖ-Kultursenat.
Für seine Filme erhielt er Preise nicht nur in Österreich, sondern auch 1980 in Berlin, 1985 in Frankfurt und Japan.
2008 wurde ihm posthum der Rollett-Kulturpreis der Stadt Baden verliehen.
Holzinger verstarb am 31. August 2006 in Husum auf einer Reise durch Schleswig-Holstein, nach einem Ausflug auf die Insel Sylt.
Er war ab 1968 Mitglied der Freimaurerloge Donau Zu den friedlichen Ufern und 2003 Gründungsmitglied der Loge Zur Aufgehenden Sonne.

## Filmografie (Auswahl)
- 1965: Das österreichische Porträt (Fernsehserie, 40 Folgen)
- 1969: Kleines-Mittelmeer-Feuilleton (Fernsehserie, 13 Folgen)
- 1970–1972: Filmgeschichten aus Österreich (Fernsehserie, acht Folgen)
- 1974: Wien 1913 – Bahnhof der Geschichte
- 1976: Spiel – Baustein des Lebens (Fernsehserie, sieben Folgen)
- 1979: Buch – Partner des Kindes (Fernsehserie, acht Folgen)
- 1980: Wiener Kongress
- 1983: Hans Christian Andersen
- 1987–1988: Zeitgemäße Ernährung (Fernsehserie, vier Folgen)
- 1987–1989: Bayern und Österreich (Fernsehserie, drei Folgen)
- 1991–2005: Literatur und ihre Zeit (Medienreihe des Bundesministeriums für Kultur, 13 Folgen)[8]
- 1992: Stift Altenburg – Kulturschatz im Waldviertel
- 1992: National Trust – Englands größter Schatz
- 1999: 10 Jahre UN-Konvention – Rechte des Kindes

## Werke (Auswahl)
- 1985: Der unvorhersehbare Reiz einer Käserei, Erzählung, Bläschke Verlag, St. Michael, ISBN 3-7053-2367-9
- 1999: Von Narren, Träumern und anderen Genies, Theaterstücke, Löcker Verlag, Wien, ISBN 3-85409-310-1
- 2001: Ein Fest für Nathan, Löcker Verlag, Wien, ISBN 3-85409-359-4
- 2005: Arthur Schnitzler & Baden bei Wien, Kral Verlag, Berndorf, ISBN 3-902447-10-9
- 2006: Franz Grillparzer – Der Zauberflöte zweiter Teil und andere Satiren, Kral Verlag, Berndorf, ISBN 3-902447-15-X
- 2007: 200 Jahre und eine Familie – Adler-Eisenschitz, Kral Verlag, Berndorf, ISBN 3-902447-29-X